# Sube, Pelayo, sube
Sube, Pelayo, sube fue un programa de televisión mexicano emitido originalmente por la cadena privada local Telesistema Mexicano y producido a inicios de la década de los 70. 
Consistía de una emisión de concursos muy ingeniosos que retaban la habilidad y destreza de los participantes. Regalaba más de 14 mil pesos de su época y hasta una casa, siempre y cuando los concursantes resultaran vencedores en la competencia.

## Programa
Mucha gente pensaba, que ir a competir a esta emisión, era la solución a sus problemas económicos.
Debido al gran éxito que logró, el conductor decidió sacar el programa del estudio para llevarlo a distintas ciudades de la República Mexicana y presentarlo en parques, estadios y plazas de toros.
Los concursos eran: Pa' arriba papi, pa' arriba, La llave del tesoro, Los costales, El palo ensebado y la competencia de canto. En dicha emisión, a Pelayo lo acompañaba El Juez que era Leandro Espinosa y La profesora Paty. Una vez que concluyó sus transmisiones, Luis Manuel Pelayo se dedicó más a la locución, al doblaje y a la actuación.

## Conductor
Luis Manuel Pelayo se inmortalizó al hacer la voz de "Kalimán, El Hombre increíble", en la radionovela de este personaje; en el cine filmó más de 70 películas, algunas de ellas al lado del inolvidable Pedro Infante y del galán de moda, Mauricio Garcés; dentro del doblaje puso su voz a varios personajes de las cintas de Disney, series americanas de televisión, de las de los dibujos animados, y además, participó en más de una docena de novelas.
Fue el conductor y animador del programa de concursos en el que todos los televidentes soñaban con participar: Sube Pelayo, Sube.
Este polifacético histrión murió el 26 de julio de 1989.